# Кардозу-Морейра
Кардозу-Морейра (порт. Cardoso Moreira) — муниципалитет в Бразилии. входит в штат Рио-де-Жанейро. Составная часть мезорегиона Север штата Рио-де-Жанейро. Входит в экономико-статистический  микрорегион Кампус-дус-Гойтаказис, который входит в Север штата Рио-де-Жанейро. Население составляет 13 078 человек на 2015 год. Занимает площадь 522,9 км². Плотность населения — 25.0 чел./км².

## История
Город основан 1 марта 1993 года. 

## Статистика
- Валовой внутренний продукт на 2005 год составляет 70 714 тысяч реалов (данные: Бразильский институт географии и статистики).
- Валовой внутренний продукт на душу населения на 2005 год составляет 5673,00 реалов (данные: Бразильский институт географии и статистики).
- Индекс развития человеческого потенциала на 2000 год составляет 0,706 (данные: Программа развития ООН).